# Austroypthima petersi
Genre
Espèce

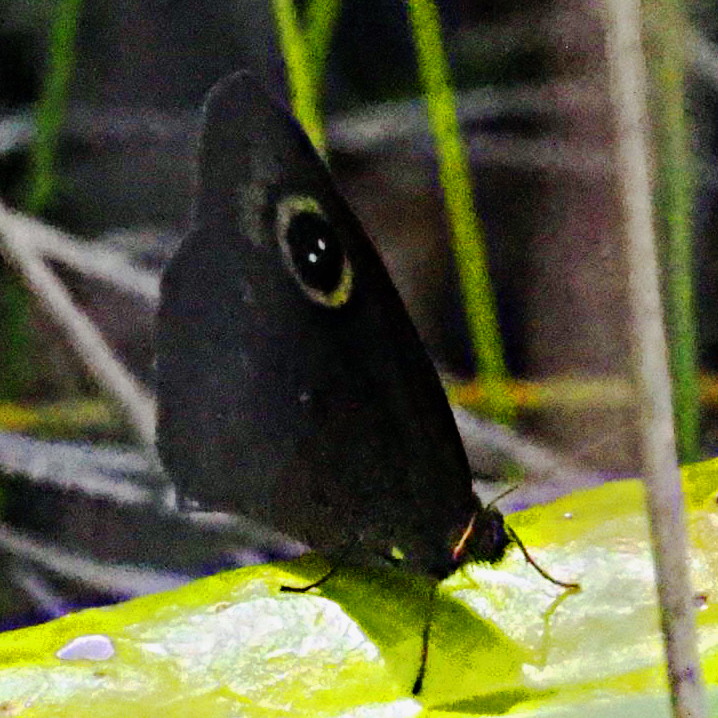
individu dans son biotope maquis minier sur terrains ultramafiques de Nouvelle Calédonie

Austroypthima petersi est une espèce de lépidoptères (papillons) endémique de Nouvelle-Calédonie, appartenant à la famille des Nymphalidae et à la sous-famille des Satyrinae. Elle est l'unique représentante du genre monotypique Austroypthima.

## Description
L'imago d’Austroypthima petersi a le dessus des ailes uniformément brun, et le dessous brun avec un gros ocelle brun foncé doublement pupillé de blanc à l'aile antérieure et un tout petit ocelle sombre à l'aile postérieure.

## Distribution
Austroypthima petersi est endémique de Nouvelle-Calédonie, où elle est présente sur la Grande Terre,.

## Systématique
Le genre Austroypthima et son unique espèce Austroypthima petersi ont été décrits en 1974 par l'entomologiste anglais Jeremy Daniel Holloway,.

## Protection
Cette espèce n'a pas de statut de protection particulier.